# Heggula, Somvarpet
Heggula là một làng thuộc tehsil Somvarpet, huyện Kodagu, bang Karnataka, Ấn Độ.